# Nello Pagani
Pour les articles homonymes, voir Pagani (homonymie).
Cirillo « Nello » Pagani (né le 11 octobre 1911 à Milan (Milan), en Lombardie et mort le 18 octobre 2003 à Bresso) est un aristocrate italien qui s'est illustré dans les courses de vitesse moto et de Formule 1.

## Biographie
Nello Pagani est un pilote moto de la fin des années 1940. Il gagne le championnat du monde 125 cm3 en 1949 sur FB Mondial et se classe second du championnat du monde 500 cm3, la même année, sur Gilera. Il remporte à trois reprises le Circuit de Porrentruy en 1947, 1948 et 1954 en catégorie 500 cm3 et reste le pilote le plus titré de cette compétition. 
En tant que pilote automobile, il remporte le Grand Prix de Pau en 1947 et 1948 sur Maserati. Il participe, toujours avec Maserati, au Grand Prix de Suisse 1950 à Bremgarten bei Bern, son seul Grand Prix comptant pour le championnat du monde de Formule 1. Qualifié en quinzième position, à 24 secondes de Juan Manuel Fangio, il termine septième, à trois tours du vainqueur Nino Farina. Il participe également au Grand Prix de Modène où il termine quatrième.
Il retourne ensuite aux Grands Prix motocyclistes mais son meilleur résultat au championnat est une cinquième place, en 1951, sur une Gilera. Il prend ensuite la direction de MV Agusta (ou il exercera le rôle de directeur sportif, avec pour principal fait d'arme, le recrutement de John Surtees qui remportera 7 titres avec MV Agusta et deviendra le premier pilote à remporter le championnat du monde moto de vitesse et le championnat du monde de Formule 1).
Son fils Alberto (en) (Milan, 29 août 1938 - Milan, 11 septembre 2017) a terminé deuxième du championnat du monde 500 cm3 en 1972 sur MV Agusta, derrière son coéquipier Giacomo Agostini.
Le 18 octobre 2003, Nello Pagani meurt, à 92 ans, d'une pneumonie.

## Carrière de pilote motocycliste

### Avant 1949
Pagani commence sa carrière en 1928 sur une Ancora 125. Il remporte, en juillet 1931 à Varèse, sa première victoire  (Circuito delle Prealpi Varesene"") sur une Ancora/Villiers 175 cm3
En 1934, il remporte le premier de ses six titres italiens. De 1936 à 1939, chez Moto Guzzi, il est le coéquipier d'Omobono Tenni. Il remporte sa première course internationale, en 250 cm3, sur une Moto Guzzi au Grand Prix d'Allemagne 1939.
Il devient pilote officiel Gilera en 1946.

### 1949

#### Championnat du monde500cm3
Nello Pagani s'engage en 1949 en 500 cm3 avec une Gilera et marque ses premiers point lors du grand Prix moto de Suisse 1949 où il termine quatrième. Il remporte la course suivante le Dutch TT (en). En remportant également la course des 500 cm3 et celle des 125 cm3, Nello Pagani devient le premier double vainqueur d'un Grand Prix de championnat du monde.
Lors de la troisième épreuve, le Grand Prix de Belgique (en), Pagani se classe cinquième position. Lors de la quatrième manche round, le grand Prix moto d'Ulster 1949, Pagani termine troisième et est encore en course pour le titre. Il remporte la dernière épreuve, le Grand Prix des Nations à Monza mais Leslie Graham est titré bien que Pagani ait marqué le plus de points sur la saison (40 points) car seuls les trois meilleurs résultats de chaque pilote sont comptabilisés et Leslie Graham l'emporte d'un point grâce à son meilleur tour en course à Berne.

#### Championnat du monde125cm3
Nello Pagani est engagé sur une FB Mondial 125 cm3. Engagé également en 500 cm3, il remporte le premier Grand Prix de la saison lors du grand Prix moto de Suisse 1949. Il enchaîne avec une seconde victoire lors de la course suivante le Dutch TT (en) en réalisant un doublé 125 cm3/500 cm3). Ces deux victoires lui assurent quasiment le titre, puisqu'il doit seulement marquer des points lors de la dernière manche, au Grand Prix des Nations à Monza. Il termine la course cinquième et devient le premier champion du monde 125 cm3 de l'histoire, une consolation de la perte du titre en 500 cm3.

### 1950: championnat du monde500cm3
Pagani court toujours pour Gilera en 1950. Après sa deuxième place de 1949, il fait partie des favoris face à son rival Leslie Graham sur A. J. Stevens.
Il ne participe pas à la première manche (1950 Isle of Man TT (en)) et débute au  Grand Prix de Belgique (en) où il termine deuxième derrière Umberto Masetti. Lors de la manche suivante, le Dutch TT (en) où il a fait un doublé l'année passée, Pagani termine deuxième, toujours derrière Masseti.
Pagani ne marque aucun point durant le reste de la saison (dixième du Grand Prix moto de Suisse et  septième du Grand Prix moto d'Ulster). Ses deux deuxièmes places obtenues lui permettent de se classer quatrième d'un championnat remporté par Umberto Masetti.

### 1951: championnat du monde500cm3et125cm3
Toujours pour Gilera, Pagani vit un début de saison compliqué et marque ses premiers point lors du Grand Prix de Belgique où il termine cinquième. Il termine ensuite deux fois troisième, lors du Grand Prix de France et lors de l'épreuve finale du Grand Prix des Nations à Monza. Pagani termine la saison à la cinquième position, avec 10 points.
Nello Pagani, engagé sur une FB Mondial 125cc marque uniquement des points lors de l'épreuve de l'Isle Of Man TT où il termine quatrième (il participe au quadruplé pour FB-Mondial lors de cette course) ; il termine dixième du championnat.

### 1952: championnat du monde500cm3et125cm3
Pour la quatrième année consécutive, Pagani s'engage en 500 cm3sur Gilera Il entame la saison par une quatrième place lors du Grand Prix moto de Suisse 1952 et il signe ensuite deux sixièmes places lors du Dutch TT (en) et lors du Grand Prix de Belgique (en) ; suivent ensuite deux résultats blancs. Comme l'année précédente, Pagani monte sur le podium devant son public lors du Grand Prix des Nations à Monza où il termine troisième. Il termine la saison avec une quatrième place au Grand Prix d'Espagne (en) et la huitième place du championnat, avec 12 points.
En championnat du monde 125 cm3 il termine huitième du Grand Prix des Nations à Monza sur FB Mondial.

### 1953: championnat du monde500cm3
En 1953, Pagani court pour la cinquième et dernière saison sur Gilera. Il marque des points uniquement lors du Grand Prix d'Espagne où il termine cinquième place. Il se classe quinzième du championnat du monde, avec 2 points.

### 1954: championnat du monde500cm3
Pour la première fois de sa carrière 500 cm3 Pagani court sur une MV Agusta. Il monte sur la troisième marche du podium podium lors du Grand Prix d'Espagne, la seule course où il marque des points cette saison. Il termine treizième du championnat, avec 4 points.
À São Paulo, au Brésil, du 13 au 21 février 1954, à l'occasion du 400e anniversaire du Brésil, Pagani est invité à participer à trois courses internationales sur le circuit d'Interlagos. Il gagne les deux premières courses 125 cm3 sur FB Mondial puis refuse comme d'autres pilotes de participer à la troisième course.

### 1955: championnat du monde500cm3
Pour sa dernière saison, Pagani roule sur MV Agusta. Il commence le championnat par une prometteuse cinquième position lors du Grand Prix d'Espagne, son meilleur résultat de la saison. Il termine le championnat à la vingtième place, son plus mauvais classement depuis le début de sa carrière.

### Fin de carrière
A l'age de 57 ans, il remporte le tour d'Italie moto sur une Norton 750.

## Résultats en championnat du monde de moto
- Premier pilote champion du monde de vitesse moto 125 cm3 ;
- Premier pilote italien à avoir remporté un grand prix de vitesse moto 500 cm3 ;
- Premier pilote de l'histoire à avoir remporté deux courses dans deux catégories lors du même Grand Prix en championnat du monde de vitesse moto.

1949 point system:
| Position | 1  | 2 | 3 | 4 | 5 | Fastest lap |
| Points   | 10 | 8 | 7 | 6 | 5 | 1           |

Points system from 1950 to 1968:
| Position | 1 | 2 | 3 | 4 | 5 | 6 |
| Points   | 8 | 6 | 4 | 3 | 2 | 1 |

5 best results were counted up until 1955.
(key) (Races in italics indicate fastest lap)
| Year | Class | Team      | 1        | 2     | 3          | 4          | 5     | 6      | 7     | 8     | 9     | Points | Rank     | Wins |
| ---- | ----- | --------- | -------- | ----- | ---------- | ---------- | ----- | ------ | ----- | ----- | ----- | ------ | -------- | ---- |
| 1949 | 125cc | Mondial   |          | SUI 1 | NED (en) 1 |            |       | NAT 5  |       |       |       | 27     | 1st (en) | 2    |
| 1949 | 500cc | Gilera    | IOM (en) | SUI 4 | NED (en) 1 | BEL (en) 5 | ULS 3 | NAT 1  |       |       |       | 29     | 2nd      | 2    |
| 1950 | 500cc | Gilera    | IOM      | BEL 2 | NED 2      | SUI 10     | ULS 7 | NAT NC |       |       |       | 12     | 4th      | 0    |
| 1951 | 125cc | Mondial   | ESP      |       | IOM 4      |            | NED   |        | ULS   | NAT   |       | 3      | 10th     | 0    |
| 1951 | 500cc | Gilera    | ESP      | SUI   | IOM        | BEL 5      | NED   | FRA 3  | ULS   | NAT 3 |       | 10     | 5th      | 0    |
| 1952 | 500cc | Gilera    | SUI 4    | IOM   | NED 6      | BEL 6      | GER   | ULS    | NAT 3 | ESP 4 |       | 12     | 8th      | 0    |
| 1953 | 500cc | Gilera    | IOM      | NED   | BEL        | GER        | FRA   | ULS    | SUI   | NAT   | ESP 5 | 2      | 15th     | 0    |
| 1954 | 500cc | MV Agusta | FRA      | IOM   | ULS        | BEL        | NED   | GER    | SUI   | NAT   | ESP 3 | 4      | 13th     | 0    |
| 1955 | 500cc | MV Agusta | ESP 5    | FRA   | IOM        | GER        | BEL   | NED    | ULS   | NAT   |       | 2      | 20th     | 0    |

## Résultats en championnat du monde de Formule 1
| Saison | Écurie                 | Châssis          | Moteur                        | Pneus   | GP disputés | Points inscrits | Classement |
| ------ | ---------------------- | ---------------- | ----------------------------- | ------- | ----------- | --------------- | ---------- |
| 1950   | Scuderia Achille Varzi | Maserati 4CLT/48 | Maserati 4 en ligne compressé | Pirelli | 1           | 0               | n.c.       |